# Radio Dragon
Radio Dragon est une radio associative locale créée en 2014 diffusée dans le Trièves, la Matheysine, le Beaumont et le Valbonnais.
Son studio principal est situé à Mens en Isère.

## Histoire
Le 19 avril 2013, l'association CET (Comité d'Expansion du Trièves), dernier gestionnaire des fréquences de Radio Mont Aiguille (RMA) se trouve en liquidation judiciaire et contraint son équipe salariée et ses bénévoles d'arrêter l'aventure. Fin avril, la station n'émet plus. Le CSA laisse cependant un délai pour permettre une reprise d'activité si une nouvelle association se manifeste.
Immédiatement, l'association "Les Amis de Radio Mont Aiguille" qui s'était créée début 2011 afin de prévenir la mauvaise gestion du CET, se manifeste pour le maintien de la radio locale. En mai 2013, un vote en assemblée générale extraordinaire se prononce en faveur de la relance de l'activité. En octobre 2013, Les Amis de RMA invite de nombreuses radios locales pour des ateliers de partage des savoir-faire radiophoniques. Les habitants sont nombreux à participer et l'association s'assure mutualisation de compétences et formations techniques.
En juin 2014, France Culture diffuse une émission consacrée à la fin de RMA : « Retour sur l'histoire de cette petite radio associative et sur les causes de sa disparition. ».
Le 5 juin 2014, une seconde émission de France Culture évoque la réunion dans laquelle Les Amis de RMA déterminent un nouveau nom pour porter le projet de renaissance, "Radio Dragon" en référence au Drac.
Un site Internet est créé dans l'été, l'association dépose son dossier de candidature auprès du CSA le 1er octobre 2015 puis propose à la fin du mois une seconde session de partage des savoir-faire radiophoniques. À cette occasion, soutenue par la Confédération des radios associatives non commerciales de Rhône-Alpes (CRANCRA), la diffusion de Radio Dragon débute en webradio.
Le 24 juin 2015 le CSA sélectionne Radio Dragon pour la reprise des deux fréquences de RMA.

## Fonctionnement
Radio Dragon est un média libre sans publicité, adhérent de la CRANCRA, éligible au Fonds de soutien à l'expression radiophonique.